# Stockrosen
Die Stockrosen auch Stockmalve (Alcea) sind eine Pflanzengattung in der Familie der Malvengewächse (Malvaceae). Die etwa 60 Arten sind in Ost- und Südeuropa, Südwest- sowie Zentralasien verbreitet. Einige Sorten werden als Zierpflanzen verwendet.

## Beschreibung

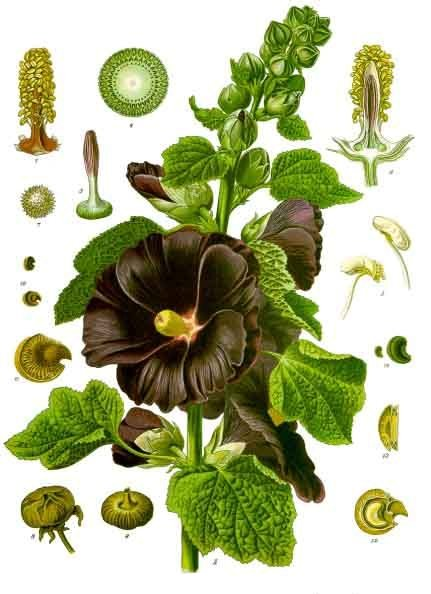
Illustration Stockrose (Alcea rosea) aus Köhler's Medizinalpflanzen

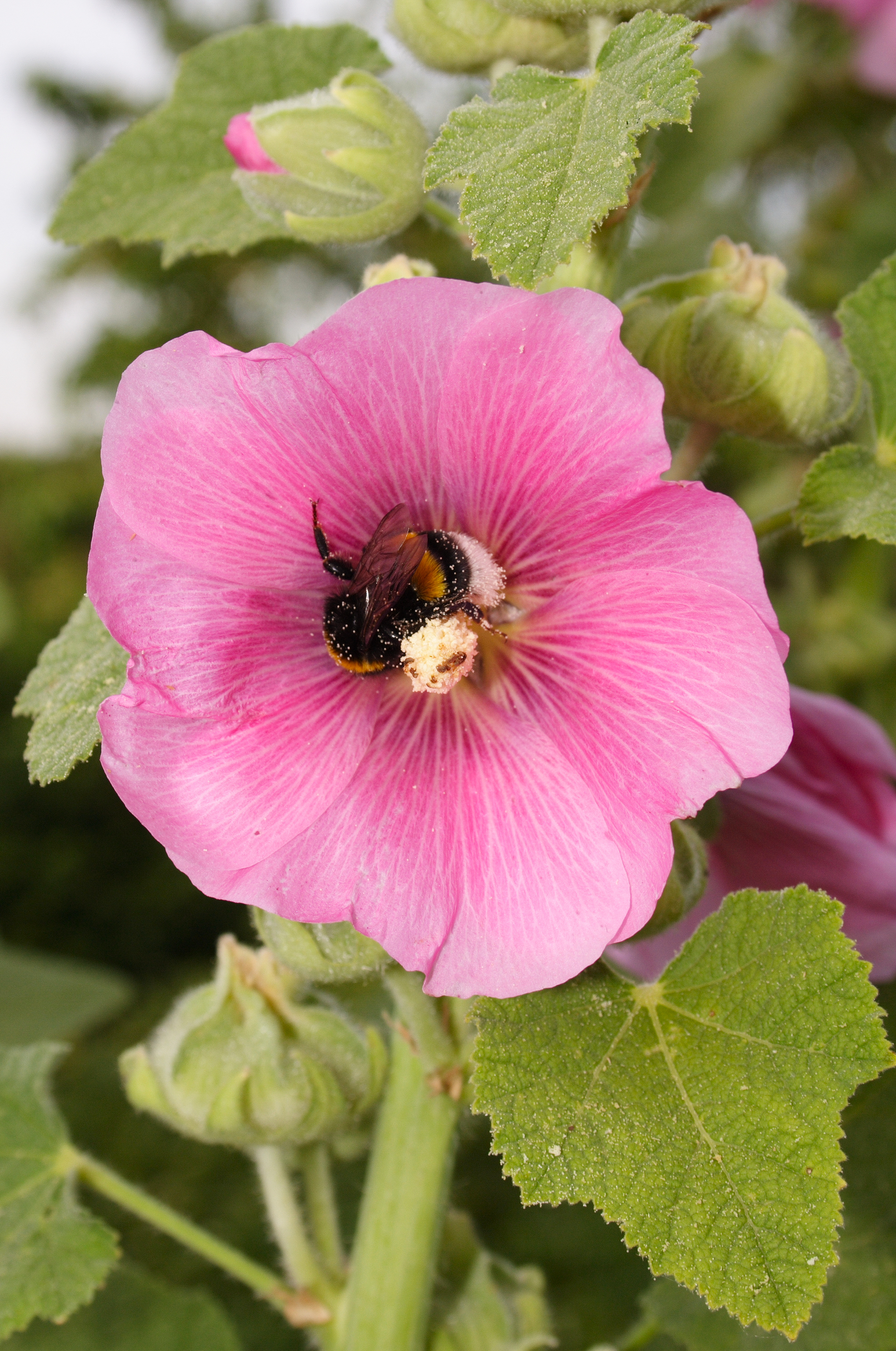
Blüte der Stockrose (Alcea rosea)

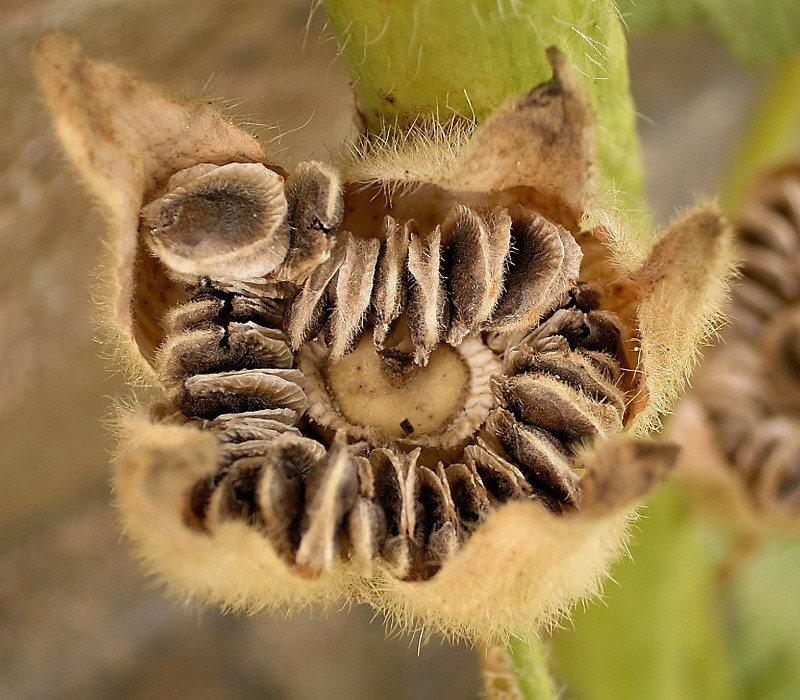
Offene Frucht der Stockrose (Alcea rosea) mit Samen

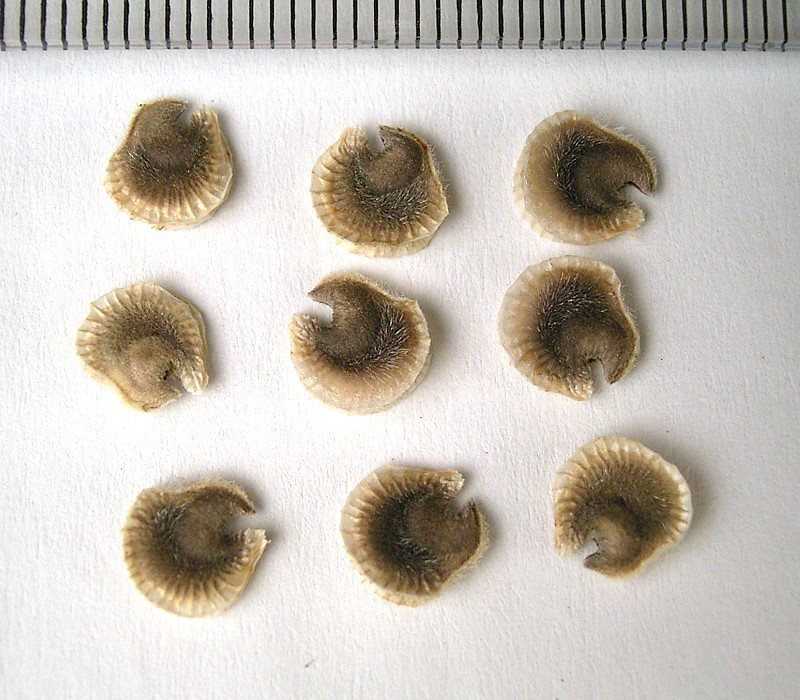
Samen der Stockrose (Alcea rosea)

### Vegetative Merkmale
Bei Alcea-Arten handelt es sich um aufrechte, ein-, zweijährige oder kurzlebige ausdauernde, krautige Pflanzen. Die vegetativen Pflanzenteile sind mit Sternhaaren (Trichomen) bedeckt, manchmal auch zusätzlich mit langen einfachen Haaren. Im ersten Jahr bilden sie nur eine Rosette aus grundständigen Laubblättern. Im zweiten Jahr bilden sie einen 1 bis 3 Meter hohen, mehr oder weniger unverzweigten, aufrechten Stängel mit wechselständigen Laubblättern, der mit dem Blütenstand endet. Die Laubblätter sind in langen Blattstiel und Blattspreite gegliedert. Die Blattspreite ist eiförmig bis rundlich und je nach Art leicht gelappt bis tief geteilt. Der Blattrand ist gekerbt bis gezähnt. Es sind Nebenblätter vorhanden.

### Generative Merkmale
Die Blüten stehen einzeln oder zu mehreren in den Blattachseln und ergeben insgesamt oft einen langen traubigen Blütenstand. 
Die großen Blüten sind radiärsymmetrisch, zwittrig, fünfzählig mit doppelten Perianth. Die sechs oder sieben Nebenkelchblätter sind nur an ihrer Basis verwachsen. Die fünf flaumig behaarten Kelchblätter sind verwachsen. Die bei den Wildarten weißen, gelben oder rosa- bis purpurfarbenen fünf freien Kronblätter sind meist mehr als 3 cm breit.
Die kompakten Staubbeutel sind gelb. Der aus 15 oder mehr Fruchtblättern verwachsene Fruchtknoten besteht aus 15 oder mehr Kammern mit jeweils nur einer Samenanlage. Es sind gleich viele Staubblätter wie Fruchtblätter vorhanden. Bei der Unterfamilie Malvoideae sind die vielen Staubblätter zu einer den Stempel umgebenden Röhre verwachsen, der sogenannten Columna. 
Die scheibenförmige Spaltfrucht zerfällt in mindestens 15 kahle oder flaumig behaarte Teilfrüchte. Die Samen sind kahl oder mit Pusteln versehen.

## Verbreitung und Nutzung
Die Gattung kommt in Zentralasien und Kleinasien bis hin zum östlichen Mittelmeerraum vor. 
Kultiviert werden Sorten einiger Arten in allen gemäßigten und subtropischen Gebieten der Erde. Am häufigsten werden Sorten der Stockrose (Alcea rosea) kultiviert. Aufgrund der unklaren Artabgrenzungen werden allerdings auch häufig andere kultivierte Arten als Alcea rosea bezeichnet.

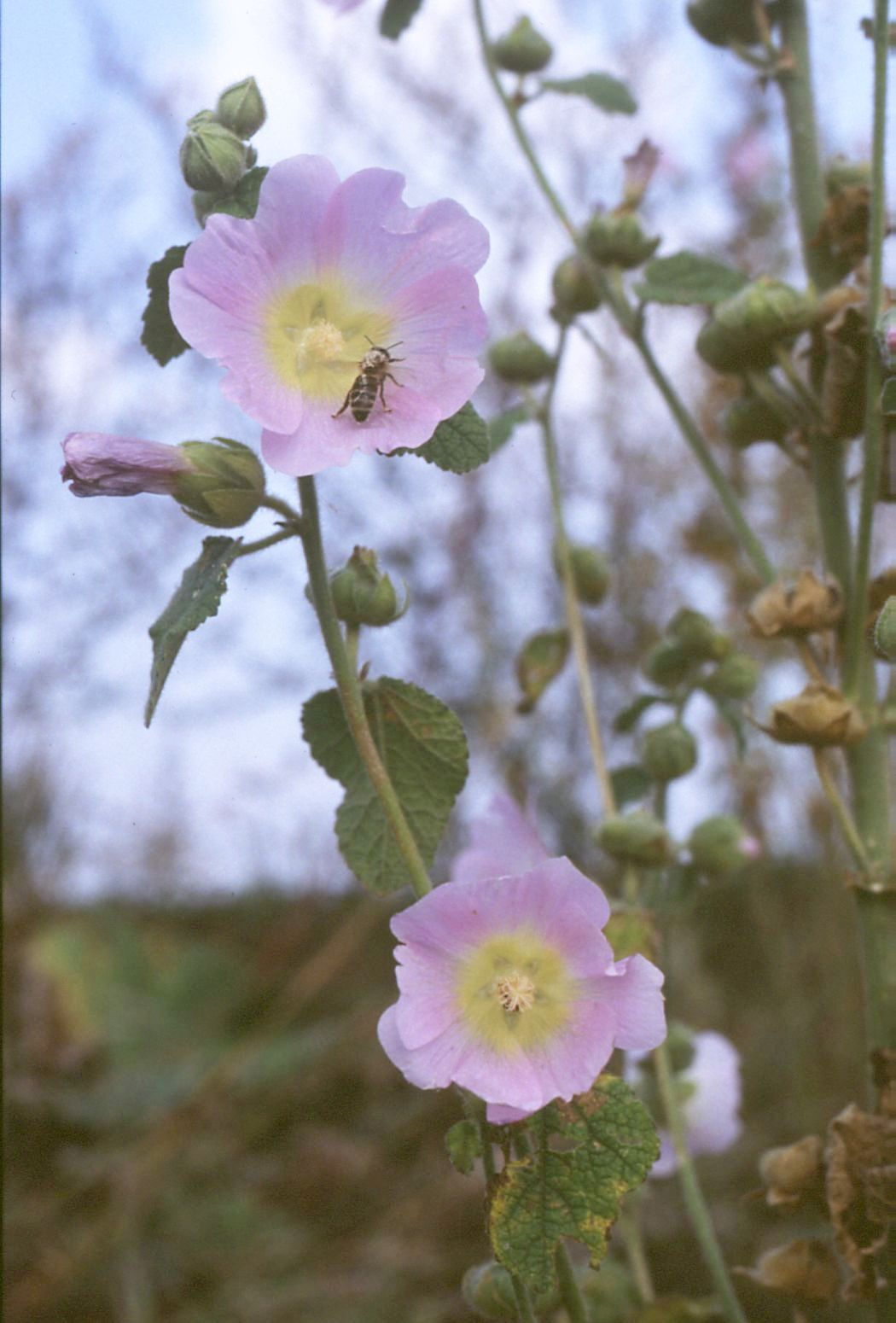
Blüten der Blass-Pappelrose (Alcea biennis)

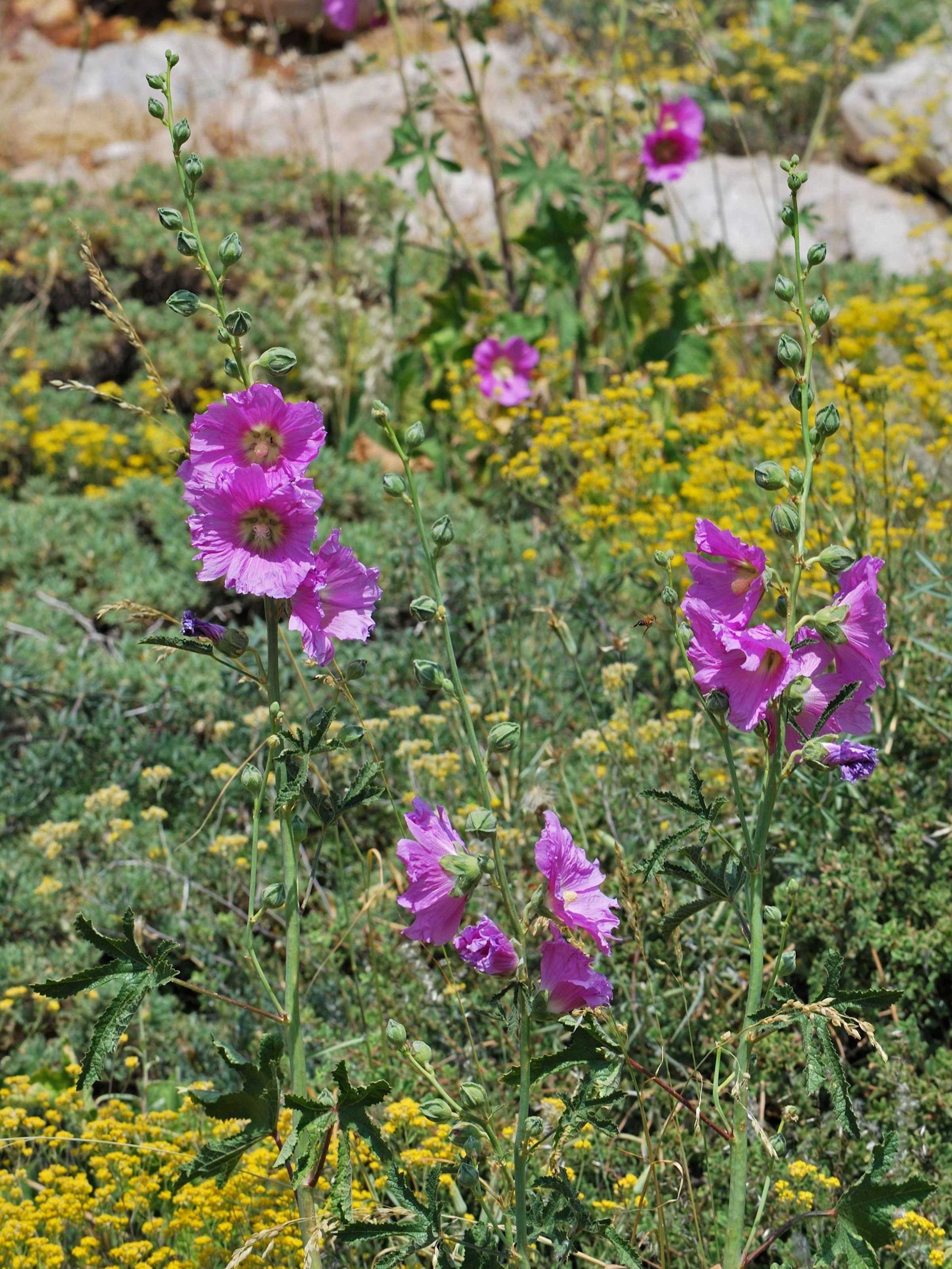
Blüten von Alcea dissecta

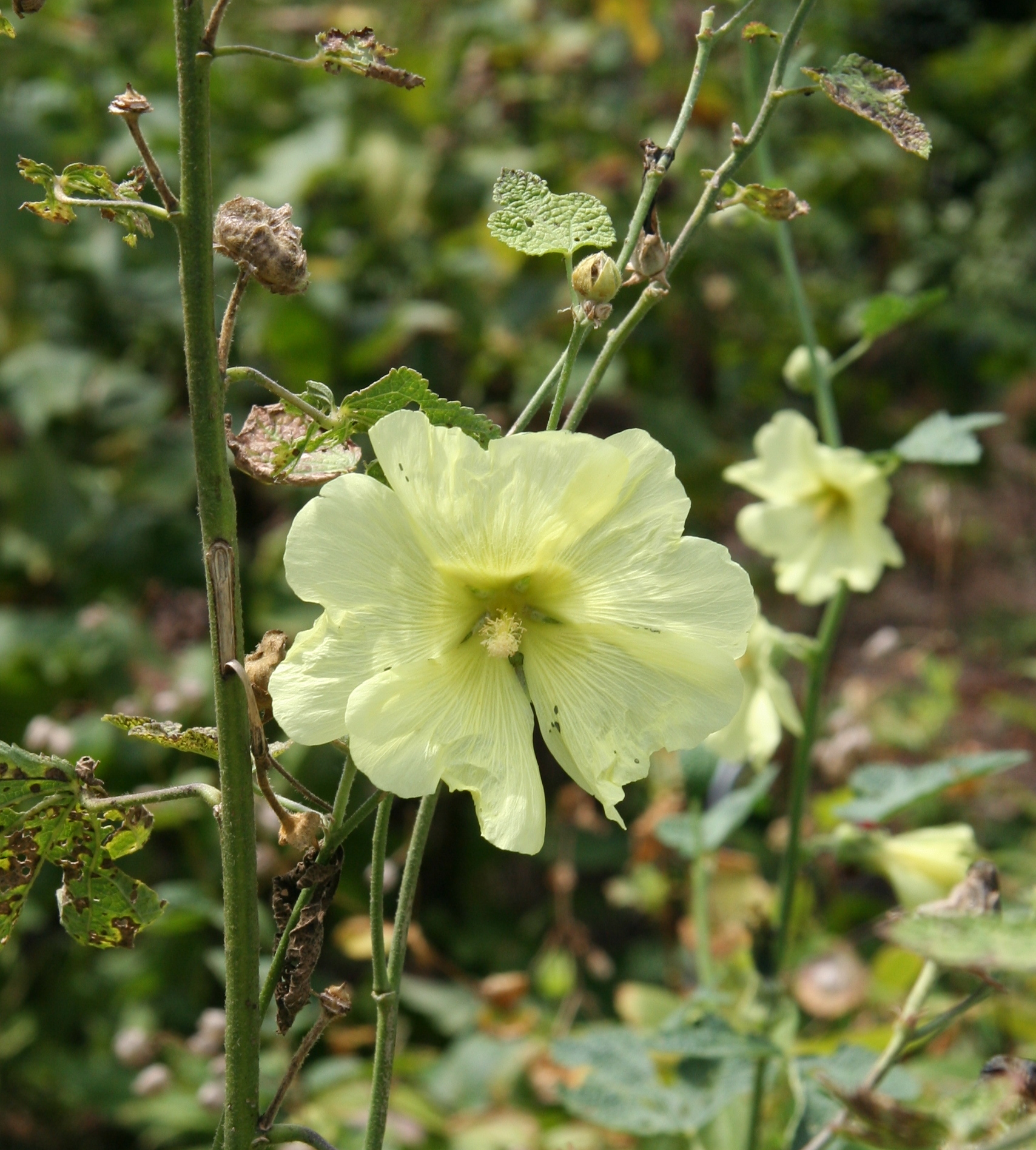
Blüten der Gelben Stockrose (Alcea rugosa)

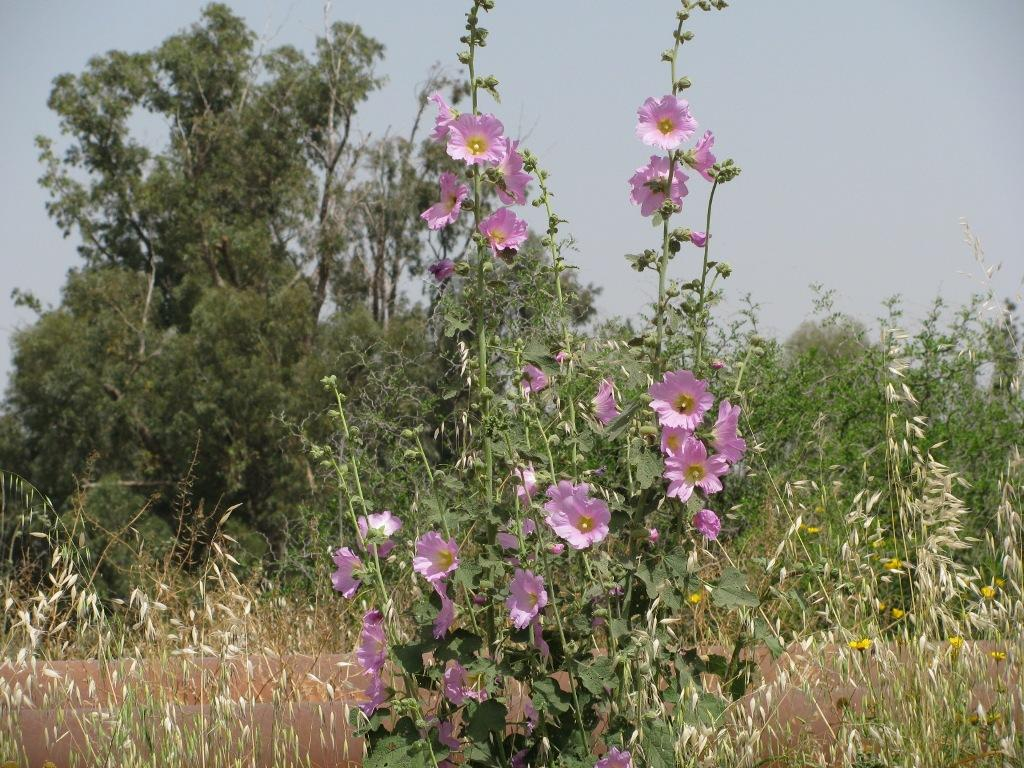
Habitus, Laubblätter und Blüten von Alcea setosa

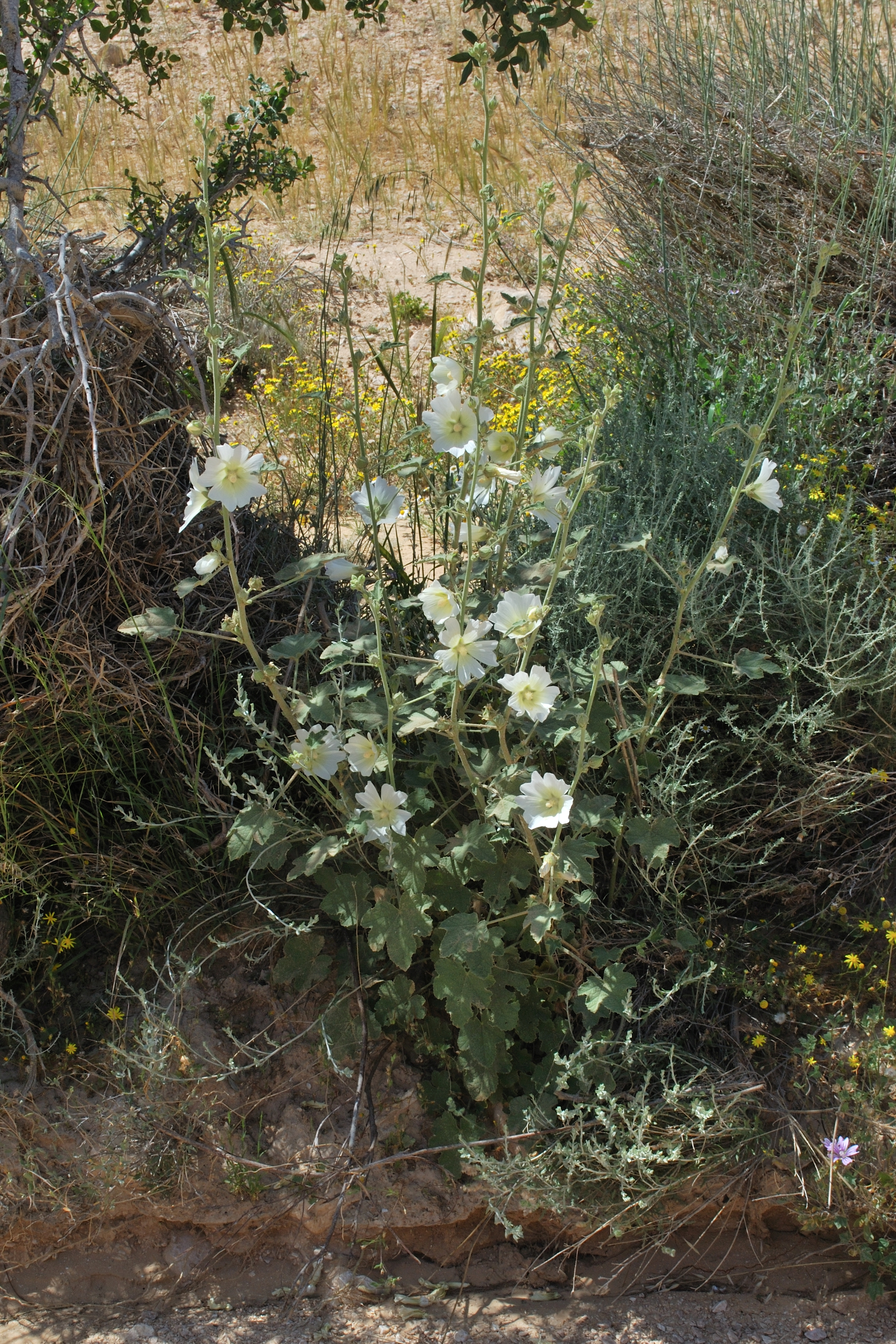
Habitus, Laubblätter und Blüten von Alcea striata

## Systematik
Die Gattung Alcea wurde 1753 von Carl von Linné in Species Plantarum erstveröffentlicht. Als Lectotypusart wurde 1929 Alcea rosea L. durch Albert Spear Hitchcock und Jesse Robinson Green in Standard-species of Linnaean Genera of Phanerogams festgelegt. Die Gattung Alcea gehört zur Tribus Malveae in der Unterfamilie der Malvoideae innerhalb der Familie der Malvaceae.
Es gibt etwa 60 Alcea-Arten (Auswahl):
- Alcea abchazica Iljin: Georgien.[5]
- Alcea acaulis (Cav.) Alef.: Sie kommt in Ägypten und in Westasien vor.[4]
- Alcea apterocarpa (Tchich.) Boiss.: Türkei bis Sinai.[5]
- Blass-Stockrose (Alcea biennis Winterl, Syn.: Alcea pallida (Willd.) Waldst.& Kit.):[5] Die Art hat ihr Verbreitungsgebiet von Mittel- über Südost- und Osteuropa bis nach Westasien.[4]
- Alcea calvertii (Boiss.) Boiss.: Sie kommt in der Türkei und im Iran vor.[4]
- Alcea chrysantha (Sam.) Zohary
- Alcea damascena (Mouterde) Mouterde: Sie kommt in Syrien und im Libanon vor.[5]
- Alcea digitata (Boiss.) Alef.: Türkei, Syrien, Libanon und Israel.[5]
- Alcea dissecta (Baker f.) Zohary: Östliche Türkei bis Israel und nordwestlicher Iran.[5]
- Alcea excubita Iljin: Türkei.[5]
- Alcea fasciculiflora Zohary: Türkei.[5]
- Feigenblättrige Stockrose oder Holländische Stockrose (Alcea ficifolia L.): Sie ist in Sibirien verbreitet.[4]
- Alcea flavovirens (Boiss. & Buhse) Iljin: Die Heimat ist der Iran.[4]
- Alcea galilaea Zohary: Sie kommt in Israel und im Gebiet von Syrien und Libanon vor.[5]
- Alcea grossheimii Iljin: Südliches Transkaukasien.[5]
- Alcea heldreichii (Boiss.) Boiss.: Sie kommt nur auf der Balkan-Halbinsel und in der Süd-Ukraine vor.[4][5]
- Alcea hohenackeri (Boiss. & A.Huet) Boiss.: Östliche Türkei bis westlicher und südlicher Iran.[5]
- Alcea hyrcana (Grossh.) Grossh.: Östlicher Kaukasus bis nördlicher Iran.[5]
- Alcea karsiana (Bordz.) Grossh.: Türkei, Georgien und Armenien.[5]
- Alcea kurdica (Schltdl.) Alef.: Sie kommt in der Türkei, im Irak und Iran vor.[4][5]
- Alcea lavateriflora (DC.) Boiss.: Sie kommt in der Türkei und sonst in Südwestasien vor.[4][5]
- Alcea leiocarpa (Rech. f.) Mouterde: Türkei und Syrien.[5]
- Alcea lenkoranica Iljin: Östliches Transkaukasien.[5]
- Alcea litwinowii (Iljin) Iljin: Sie kommt in Afghanistan und Tadschikistan vor.[4]
- Alcea longipedicellata I. Riedl: Sie kommt nur im Iran vor.[4]
- Alcea nudiflora (Lindl.) Boiss.: Sie ist in nordwestlichen Xinjiang, Kasachstan, Afghanistan, Tadschikistan und Kirgistan verbreitet.[6]
- Alcea pisidica Hub.-Mor.: Türkei.[5]
- Alcea remotiflora (Boiss. & Heldr.) Alef.: Südliche Türkei bis Syrien und westlicher Iran.[5]
- Gewöhnliche Stockrose[7] (Alcea rosea L.), auch Stockmalve genannt: Sie ist eine ein- bis zweijährige krautige Pflanze unbekannter Herkunft.
- Alcea rhyticarpa (Trautv.) Iljin: Sie kommt im Iran, in Afghanistan, in Kasachstan, Turkmenistan und Usbekistan vor.[4]
- Alcea rufescens (Boiss.) Boiss. (Syn.: Alcea guestii Zohary)
- Gelbe Stockrose oder Runzlige Stockrose[7] (Alcea rugosa Alef.): Die Heimat ist Südwest-Russland und die Ukraine.[4][5]
- Alcea sachsachanica Iljin: Südliches Transkaukasien bis Iran.[5]
- Alcea setosa (Boiss.) Alef.: Sie kommt auf Kreta, in Vorderasien und in Ägypten vor.[4][5]
- Alcea sophiae Iljin: Türkei und Armenien.[5]
- Alcea sosnovskyi Iljin: Sie kommt im Iran und in Aserbaidschan vor.[4][5]
- Alcea striata (DC.) Alef.: Sie kommt in Ägypten und Westasien vor.[4][5]
- Schwefelgelbe Stockrose[7] (Alcea sulphurea (Boiss. & Hohen.) Alef.): Die Heimat ist der Irak und Iran.[4]
- Alcea tabrisiana (Boiss. & Buhse) Iljin: Südliches Transkaukasien bis Iran[5]
- Alcea transcaucasica (Iljin) Iljin: Armenien und Georgien.[5]
- Alcea turkeviczii Iljin: Türkei bis westliches Transkaukasien.[5]